# Yayalar (Pendik)
Yayalar est un quartier du district de Pendik de la métropole d'Istanbul.